# Roland Donath
Roland Donath (* 1960 in Duisburg; † März 1998) war ein deutscher Rechtswissenschaftler und Hochschullehrer.

## Leben
Nach dem Abitur in Friedberg (Bayern) studierte Donath von 1980 bis 1987 Rechtswissenschaften an der Universität Augsburg. 1989 erfolgte dort seine Promotion zum Dr. iur. mit der Arbeit Die Betriebsaufspaltung – Steuerrechtliche Grundlagenprobleme – Ausgewählte Fragen des Gesellschafts- und Konzernrechts. Anschließend erfolgte ein Studium in den USA, zunächst an der University of Wisconsin–Madison, dann an der University of Texas at Austin, an der er einen Master of Comparative Jurisprudence erhielt. Als Stipendiat der Deutschen Forschungsgemeinschaft wurde er 1995 mit der Arbeit Erbrecht und Erbschaftssteuer als kohäentes System – Eine rechtsvergleichende Studie zur Konformität erbrechtlicher und erbschaftssteuerlicher Wertungen an der Universität Augsburg habilitiert.
1995 folgte er einem Ruf an die Universität Halle auf den Lehrstuhl für Bürgerliches Recht, Handelsrecht, Deutsches und Internationales Steuer- und Wirtschaftsrecht.
Donath starb keine drei Jahre nach seiner Berufung an einer Krebserkrankung.

## Arbeitsschwerpunkte
Donath beschäftigte sich vor allem mit dem Versicherungsrecht sowie dem Steuerrecht. Auf diesen Gebieten versuchte er, Missstände aufzuzeigen und diesen entgegenzutreten. Des Weiteren engagierte sich Donath für den Aufbau eines Auslandsaustausches für Studierende.